# Carigara
Carigara is een gemeente in de Filipijnse provincie Leyte op het eiland Leyte. Bij de laatste census in 2007 had de gemeente bijna 46 duizend inwoners.

## Geografie

### Bestuurlijke indeling
Carigara is onderverdeeld in de volgende 49 barangays:
| - Bagong Lipunan - Balilit - Barayong - Barugohay Central - Barugohay Norte - Barugohay Sur - Baybay - Binibihan - Bislig - Caghalo - Camansi - Canal - Candigahub | - Canfabi - Canlampay - Cogon - Cutay - East Visoria - Guindapunan East - Guindapunan West - Hiluctogan - Jugaban - Libo - Lower Hiraan - Lower Sogod | - Macalpi - Manloy - Nauguisan - Paglaum - Pangna - Parag-um - Parina - Piloro - Ponong - Rizal - Sagkahan - San Isidro | - San Juan - San Mateo - Santa Fe - Sawang - Tagak - Tangnan - Tigbao - Tinaguban - Upper Hiraan - Upper Sogod - Uyawan - West Visoria |

## Demografie
Carigara had bij de census van 2007 een inwoneraantal van 45.696 mensen. Dit zijn 2.241 mensen (5,2%) meer dan bij de vorige census van 2000. De gemiddelde jaarlijkse groei komt daarmee uit op 0,70%, hetgeen lager is dan het landelijk jaarlijks gemiddelde over deze periode (2,04%). Vergeleken met de census van 1995 is het aantal mensen met 3.394 (8,0%) toegenomen.

De bevolkingsdichtheid van Carigara was ten tijde van de laatste census, met 45.696 inwoners op 117,86 km², 387,7 mensen per km².